# Grégory Havret

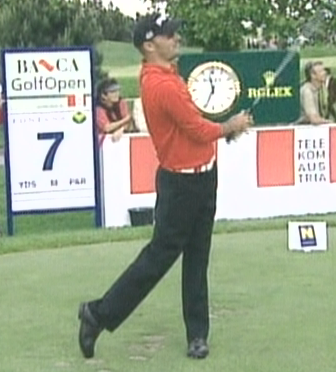
Oostenrijks Open 2006

Grégory Havret (La Rochelle, 25 november 1976), opgegroeid in Parijs, is een Frans professioneel golfer.

## Amateur
Drie jaar achter elkaar was Havret de top-amateur in Frankrijk, en in 1999 werd hij ook Europees kampioen.

### Gewonnen
Frankrijk
- 1995: Frans Jeugdkampioenschap
- 1997: Frans Amateur
- 1998: Frans Amateur
- 1998: Frans Omnium (een professioneel toernooi)
- 1999: Frans Amateur, Europees Amateur

## Professional
- In 1999 werd Havret professional en hij slaagde erin via de Tourschool zijn spelerskaart voor 2001 te bemachtigen. In zijn rookie-jaar won hij in Italië en eindigde hij op de 60ste plaats op de Order of Merit.
- In 2007 won hij in Schotland, na een play-off tegen de nummer drie van de wereld Phil Mickelson. Door deze overwinning mocht hij een week later het Brits Open spelen. Dat jaar eindigde hij op de 19de plaats op de Order of Merit.
- In 2008 kwam hij in de top 100 van de wereld.
- In 2009 maakte hij een ronde van 59 bij het Omnium de la Rivièra op de Golf de Valescure.
- In 2010 mocht Grégory Havret voor de eerste keer het US Open spelen. Hij eindigde op de 2de plaats achter Graeme McDowell.

### Gewonnen
Nationaal
- 1998: Frans Omnium (als amateur)

Europese Tour
- 2001: Italiaans Open op Is Molas
- 2007: The Barclays Scottish Open op Loch Lomond
- 2008: Johnnie Walker Championship op de PGA Centenary Course